# 郝保庆
郝保庆（1937年—），河南临汝人，中国人民解放军将领、中国人民解放军中将。 
1996年，授予中国人民解放军中将，曾任济南军区副司令员。